# Gällsjön, Jämtland
Gällsjön är en sjö i Östersunds kommun i Jämtland och ingår i Indalsälvens huvudavrinningsområde. Sjön har en area på 0,236 kvadratkilometer och ligger 383 meter över havet. Sjön avvattnas av vattendraget Fjälån (Gällerån).

## Delavrinningsområde
Gällsjön ingår i det delavrinningsområde (701200-144863) som SMHI kallar för Utloppet av Gällsjön. Medelhöjden är 401 meter över havet och ytan är 10,03 kvadratkilometer. Det finns inga avrinningsområden uppströms utan avrinningsområdet är högsta punkten. Fjälån (Gällerån) som avvattnar avrinningsområdet har biflödesordning 2, vilket innebär att vattnet flödar genom totalt 2 vattendrag innan det når havet efter 211 kilometer. Avrinningsområdet består mestadels av skog (52 procent) och sankmarker (38 procent). Avrinningsområdet har 0,29 kvadratkilometer vattenytor vilket ger det en sjöprocent på 2,9 procent.